# The Voice (radiokanal)
För andra betydelser, se The Voice
The Voice var en radiostation som sände hiphop, dance och R&B över Stockholm och fram till maj 2009 även över Göteborg och Malmö. Morgonprogrammet VAKNA! med The Voice samproduceras och samsänds som ett TV-program i Kanal 5. Sändningarna går även att höra via mediaspelare på nätet. The Voice är ett internationellt varumärke inom mediekoncernen Bauer Media med flera radiostationer spridda över Norden och Centraleuropa. Bauer Media Group har sitt svenska säte i Stockholm med studior på Kungsholmen. The Voice har ett musikformat som kallas "rythmic contemporary hit music" eller rythmic CHR, musiken består av hiphop och R&B med stort fokus på hits. The Voice slutade sända över radionätet i Stockholm den 29 april 2016.

## Historia

### Stationen föds i Stockholm
Stationen ersatte den 1 april 2004 Radio City som gick i graven efter 18 år i Stockholmsetern. I Skåne och Göteborg inleddes sändningarna nästan två år senare, den tredje mars 2006. Detta skedde efter en omorganisation av SBS Radios kanaler som innebar att Radio City i de båda områdena slogs ihop med Mix Megapol. Mix Megapols frekvenser blev på så sätt frigjorda och kunde användas för The Voice.
Den första The Voice-stationen startade i Danmark i mitten av 90-talet men sedan 2005 finns stationen finns i Norge och sedan 2007 i Finland. Formatet är oftast det samma medan den finska stationen är inriktad på popmusik.
Under vintern 2015/2016 ändrade The voice frekvens till 101.9. Den 29 april slutade man sända på frekvensen som istället övertogs av Svensk pop. 

### Göteborg och Malmö / Lund
Frekvensen 106,1 Lund auktionerades ut den 6 december 1993. Vinnare blev Big Radio AB som fick betala 2 350 000 kronor om året för frekvensen. Big Radio hade sedan juli 1993 sänt på Kävlinge kommuns närradiofrekvens 96,1. Namnet kom av att huvudfinansiären även stod bakom resebyrån "Big Travel" i Lund.
Big Radio började sända på sin nya frekvens 106,1 den 14 januari 1994. Första låten som hördes var Love is in the Air. Stationen stötte dock snart på ekonomiska problem. Av de fyra stationer som sände i Malmö/Lund-regionen, betalade Big Radio högst koncessionsavgift och hade heller ingen koppling till ett nationellt nätverk. Därför såldes stationen så småningom till Bonniers. I maj 1995 uppgick stationen i Megapolnätverket och blev till "106,1 Megapol". Produktionen flyttade från Lund till Malmö.
Megapol bytte 1997 namn till Mix Megapol. Den kommersiella radion konsoliderades så småningom alltmer. I september 2003 slog Bonnier och SBS ihop sina verksamheter. 106,1 Mix Megapol Skåne kom därmed att få samma ägare som tidigare konkurrenten Radio City 107,0 som hade ett snarlikt format. De två stationerna fortsatte dock sida vid sida fram till den 3 mars 2006 när SBS bestämde sig för att slå ihop stationerna. Radio City och Mix Megapol blev därmed en Mix Megapol Radio City 107,0. På Mix Megapols gamla frekvens började man istället sända The Voice.
The Voice sändningar i Göteborg och Malmö ersattes under maj 2009 av systerstationen Rockklassiker som ägarna  SBS under året valt att storsatsa på som ett nationellt nätverk.

### Kortlivad TV-kanal
Varumärket användes även på en tv-kanal som sände musikvideor under namnet The Voice TV till svenska tittare; lanseringen skedde den 17 december 2004.

### Viktiga datum
- 8 juni 1984 (kl 12:00) - The Voice första station startar sändningar i Köpenhamn, Danmark.
- 1 april 2004 - The Voice startas i Sverige och ersätter Radio City i Stockholm.
- 17 augusti 2004 - Den danska versionen av tv-kanalen The Voice TV
- 17 december 2004 - Lansering av tv-kanalen The Voice TV i Sverige.
- 3 mars 2006 - The Voice expanderar till Göteborg och Malmö. De SBS Radio-ägda Mix Megapol och Radio City slås ihop. Mix Megapols gamla frekvenser övertas av The Voice.
- 2 oktober 2006 VAKNA! med The Voices förregångare "Vakna med Özz och Svengberg" sänds för första gången i radio.
- 20 augusti 2007 - Morgonprogrammet VAKNA! med The Voice startar i ny version och börjar samtidigt att framgångsrikt tv-sändas i Kanal 5.
- 30 september 2008 - The Voice TV läggs ner i Sverige.
- 5 maj 2009 - The Voice slutar att sända över Malmö/Lund och Göteborg och ersätts med Rockklassiker.
- 25 november 2011 - Sebastian Voght gör sin sista sändning sedan starten 2004.
- 29 april 2016 - The Voice slutar sända över radionätet i Stockholm och övergår till att vara endast en Webbradio.
- 2020 - The Voice och Radio 107,5 slutar sända på Radioplay och andra renodlade webbradiostationer.

## Program

### Vakna med The Voice
Vakna med The Voice är stationens morgonprogram som även sänds i Kanal 5. Målgruppen är i första hand ungdomar och unga vuxna. Aktuella gäster och personligt prat om händelser och företeelser blandas med aktuell musik. Martin Björk, Jakob Öqvist och Izabella Fröberg är programledare sedan januari 2011. Paul Haukka, Jakob Öqvist och Josefin Crafoord var programledare mellan augusti 2007 och januari 2011. Men den 22 januari 2011 slutade Paul hos The Voice och gick istället vidare i karriären till systerstationen Radio 107.5. Sändningarna går även att höra via mediaspelare på nätet både live och i efterhand. 
Innehållet bygger till största del på programledarnas personligheter vilka uttrycker sig genom personernas berättelser och åsikter i olika frågor. Aktuella gäster och prat om händelser och företeelser blandas med aktuell musik. Kjell Eriksson är en fast återkommande karaktär i programmet. 
Den nuvarande programledarkonstellationen har gjort programmet tillsammans sedan januari 2011. Premiärprogrammet sändes i radio den 20 augusti 2007 och i tv den 27 augusti samma år. Redan våren 2007 gjorde Kanal 5 testsändningar med en annan programledaruppsättning med den förändrades inför den permanenta lanseringen av programmet i Kanal 5:s tablå. Från hösten samma år blev tv-sändningarna av VAKNA! med The Voice ett fast inslag i Kanal 5:s dagtablå.
Programledare som lett programmet som inhoppare har bland annat varit Sebastian Voght, Daillou Axelsson och Johan Svengberg.
Sedan 2013 flyttades VAKNA med The Voice till nya systerkanalen NRJ fortfarande med samma konstellation. Nuvarande programledare sedan 2014 är Roger Nordin, Titti Schulz och Ola Lustig från Rix Morronzoo. Sedan dess är NRJ flaggsskeppet hos SBS Discovery Radio.

### The Voice Topp 20
Topplista som på veckobasis presenterar de tjugo mest spelade låtarna på The Voice svenska stationer. Varje söndag kl 17.00.

## Programledare genom tiderna
- Sebastian Voght
- Miklo Håkansson
- Thomas Hindersson
- Lafe Johansson
- Daillou Axelsson
- Martina Thun
- Hakim Transby
- Paul Haukka
- Martin Björk
- Josefine Crawford
- Jakob Öqvist
- Izabella Fröberg
- Johan Svengberg
- Peter Miljateig
- Daniel Hübinette
- Patrik Hallmert
- Thobias Thorwid
- Stefan Lissol
- DJ Jazon
- Felix Andersson

Patrik Hallmert var stationens programchef.